# Gwendal Bisch
Pour les articles homonymes, voir Bisch.
Gwendal Bisch, né le 26 août 1998 à Strasbourg, est un plongeur français.

## Carrière
En 2017, il est champion de France de plongeon à 3  mètres.
Gwendal Bisch devient à l'âge de 20 ans champion de France de plongeon à 1 mètre, se qualifiant ainsi pour ses premiers championnats du monde en Corée du Sud : il se classe 16e en individuel 1 mètre et 13e en synchro 3 mètres avec Alexis Jandard. Il monte d'ailleurs plusieurs fois sur le podium en 3 mètres synchronisée lors d'épreuves Grand prix FINA en 2019 : 2e à Madrid, 3e à Kuala Lumpur, 1er à Singapour.
En 2019, il gagne la médaille de bronze à la coupe du monde de plongeon à Bolzano en 3 mètres synchronisé avec Alexis Jandard. Il termine 6e en individuel sur le tremplin à 3 mètres.
En 2022, il est vice-champion de France en individuel sur tremplin de 1 mètre et de 3 mètres.
En 2024, il intègre la demi-finale lors du Championnats du monde de natation 2024 lui permettant d'être qualifié pour les Jeux olympiques d'été de 2024.

## Palmarès

### 2019
- Grand prix FINA à Singapour
  -  Médaille d'or tremplin à 3 mètres synchronisé masculin (avec Alexis Jandard)

### 2021
- Championnats du monde de natation à Bolzano ( Italie) :
  -  Médaille de bronze à 3 mètres

### 2024
- Championnats d’Europe à Belgrade
  - Médaille d’or du tremplin à 3 mètres

### 2016
* Vice-champion d’Europe en Croatie[réf. nécessaire]